# Pomník obětem 1. a 2. světové války v Novém Hradci Králové
Pomník obětem 1. a 2. světové války v Hradci Králové – Novém Hradci Králové (parc. č. 955/2) je válečný pomník z roku 1923, jehož autorem je místní sochař Jaroslav Samek. Pomník je umístěn v parčíku v ulici Brněnská, poblíž kostela sv. Antonína. Stavebníkem byl Výbor pro postavení památníku padlým a zemřelým vojínům ve světové válce na Novém Hradci Králové.

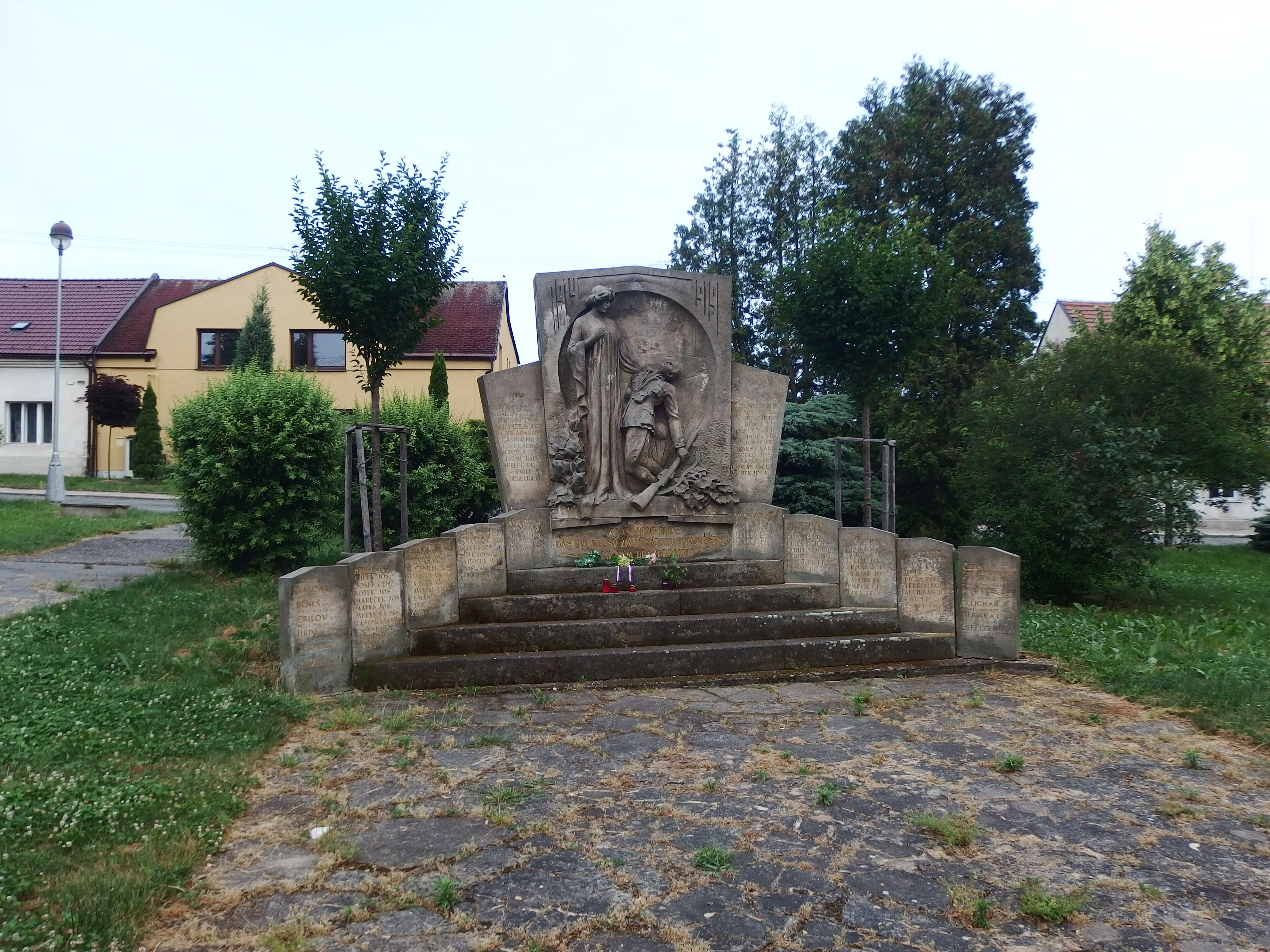
Pomník před restaurováním v roce 2018

## Historie pomníku
V březnu 1923 byla v periodiku Rozhledy inzerována soutěž pro vystavění pomníku padlým v první světové válce. Vypsal ji Výbor pro postavení památníku na Novém Hradci Králové. Podmínky zněly: „Zapečetěné offerty obsahující návrhy, rozpočty, udání místa postavení nutno adresovati na starostu obce J. Mužíka.“ Dále byla zmíněna maximální cena pro vystavění 10 tisíc korun, a také to, že stavba bude zadána dne 1. dubna 1923. Soutěž se svým návrhem vyhrál královéhradecký sochař Jaroslav Samek.
O slavnostním odhalení památníku se v periodiku Rozhledy dne 10. srpna 1923 psalo: „Slavnost odhalení pomníku padlým, pořádaná dne 1. července t. r. přes průtrž mračen, která morální zdar její ohrožovala, těšila se veliké účasti občanstva ze širokého okolí, takže s dostiučiněním možno konstatovati, jak velkým sympatiím se tento pietní akt těšil.“ Řeč pronesl pan Žípka.
Původně se tedy jednalo jen o pomník 1. světové války. Dne 4. května 1973 bylo k původnímu pomníku přidáno 12 pískovcových desek se jmény padlých z 2. světové války.
K odhalení pomníku složil zdejší rodák A. E. Mužík báseň „Padlým Novohradečanům!“
V roce 2003 došlo k restaurování památníku kamenosochaři Leošem a Luďkem Valehrachovými z Hořic. Náklady na kamenické práce činily 70 tisíc Kč, z čehož 50 tisíc uhradilo město a 20 tisíc komise místní samosprávy. Na deskách se jmény bylo obnoveno označení legionářů zkratkou „LEG.“, které zmizelo po roce 1948. Slavnostní odhalení zrestaurovaného pomníku proběhlo ne 17. července 2003.
Pomník byl znovu obnoven v roce 2018.

## Popis pomníku
Pískovcový památník tvoří stéla, do níž byl vytesán vysoký centrální figurální reliéf. Ten zachycuje umírajícího vojína, který se hroutí před postavou Čechie (alegorie vlasti) oděnou do splývavých šatů. Na pozadí umístěna silueta alegorie Hradčan. v Pod nimi jsou lipové ratolesti. Přístupové schodiště je po stranách lemováno deskami se jmény padlých s označením legionářů (původně včetně označení legie). Nad reliéfem je uvedena datace konfliktu 1914–1919. Pod reliéfem je umístěn nápis „Z vaší krve rudé dán byl věčný život národu pokořenému dík vám, drazí bratři!“
Dále jsou na pomníku jména obětí:
PADLI:

BAČINA FR., BALCÁR FR., BARTÁK JOS. LEG., BRANDEJS JAR., ČANČARA JAN, ČÁSTKA FR., ČEPEK JOS., DIVIŠEK JOS., DRAHORÁD JOS., FELGR FR., GOTWALD JOS., HEBELKA FR., HEMELÍK JOS., HEMELÍK VÁCL., HROCH FR., HUŠEK FR., JEDLIČKA FR., JINDRA FR., JOSEF FR., KMENT KAR., KOBOS JOS., LANGR FR., LANKA VÁCL., MÁCHEK JINDŘ., HRŮŠA JOS., CHUDÝ JOS., JOSEF ČEN., KOTEK JOS., MAREČEK JOS., MATÝS JOS., MRKVIČKA JAN, PANENKA BOHUSL., PANENKA KAR., POKORNÝ JOS., TĚŠITEL VÁCL., TROJAN JOS. LEG., TROJAN VÁCL. LEG., VOŽENÍLEK JOS., VRLICKÝ VÁCL., ZAVORAL FR., ZEMÁNEK AL., ZUBR EMIL, ZUBR FR., SEHNOUTEK KAR., SOUČEK FR. LEG, STUPKA JOS., ŠIDLICHOVSKÝ KAR., ŠVITORKA JAR., TÁJŠL VÁCL. LEG, TAMPIR ED., TENGLER VÁCL., MATĚJČEK VÁCL., MATÝS JOS., MENCL FR., METELKA JOS, MORAVEC JAN, MUDROCH JOS., MUNZAR KAR., NOVÁK FR., NOVOTNÝ FR., PETERA FR., PETROF FR., POLÁK VÁCL., POSTLER ANT., RÁJEK JAN, REJMAN FR., REJMAN JOS., ROHLENA RUD., ROHLENA VLAD., ŘEHÁČEK FR. LEG., ŘEHÁK FR.
ZEMŘELI:
BALCAR JOS., BARTA KAR., BARTOŠ ANT., BENDLÍK JAR., ČERMÁK ANT., DREJNÁR JOS., FRÁNCEK FR., HEMELÍK ČEN., HRUBÝ FR., REJMÁN JAN, RYBENSKÝ JOS., SKÁKAL VÁCL., ŠÍP JAN, ŠPIČÁN BEDŘ., ŠTĚDROŇ BOHUM., TAUCHMAN JOS., TEIKL FR., TĚŠITEL FR., TROJOVSKÝ METH.
ČERNÝ MAXMILIÁN +1943 KONC. TÁBOR
PACÍK VÁCLAV +1945 PARTYZÁN
PULTR VÁCLAV +1945 DOMÁCÍ ODBOJ
SELICHAR FR. +1942 MNICHOV
STRAKATÝ OL. +1945 TEREZÍN
ŠTEFEC JAROSLAV +1944 GOLLNOV
BALCAR ALOIS +1944 GOLLNOV
BENEŠ BOHUSLAV +1942 MAUTHAUSEN
GRILOV VASIL +1945 N. HR. KRÁLOVÉ
HRDÝ JOSEF +1945 TEREZÍN

KŘÍŽEK JOSEF +1942 OSVĚTIM